# 7e arrondissement de Paris
«  Paris 7e » redirige ici. Ne pas confondre avec Paris 7.
Pour les articles homonymes, voir 7e arrondissement.

Blason du 7e arrondissement de Paris.

Logo du 7e arrondissement de Paris.

Le 7e arrondissement de Paris est l'un des vingt arrondissements de la ville de Paris. Il est situé sur la rive gauche et est bordé au sud par le 15e arrondissement, au nord par la Seine et les 16e, 8e et 1er arrondissements, et à l'est par le 6e arrondissement. Il s'étend de la rue des Saints-Pères à l'avenue de Suffren. Ce sont des quartiers centraux, prestigieux et aisés. La tour Eiffel se trouve à la limite nord-ouest de l'arrondissement.
Il est le résultat de l'extension de la ville de Paris au début du XIXe siècle.
Aux termes de l'article R2512-1 du Code général des collectivités territoriales, il porte également le nom d'« arrondissement du Palais-Bourbon », mais cette appellation est peu utilisée.

## Historique
Les limites actuelles du 7e arrondissement datent de 1860, à la suite de la loi du 16 juin 1859 donnant lieu à un nouveau découpage de Paris en 20 arrondissements. Elles comprennent la plus grande partie de l'ancien 10e arrondissement.

### Des quartiers prestigieux et des habitants aisés
Les quartiers du 7e arrondissement font partie de ce que l'on appelle les « beaux quartiers » de l’ouest de Paris. Y sont concentrées beaucoup d’institutions officielles ou politiques. On y trouve de nombreux ministères (dont l’hôtel Matignon, résidence officielle et lieu de travail du chef du gouvernement), l'Assemblée nationale, l'hôtel des Invalides, l’École militaire, le siège de l'UNESCO, l'ancien siège du conseil régional d'Île-de-France et de nombreuses ambassades. Dans la rue de Solférino se trouvait le siège du Parti socialiste (PS) de 1981 à 2018. C'est dans cette même rue qu'autrefois était aussi localisé le siège du Rassemblement du peuple français (RPF) du général de Gaulle. Le siège de l'UDF puis du MoDem se situe rue de l'Université.
Le prestige de ces quartiers est renforcé par de larges avenues arborées et la proximité du vaste jardin public du Champ-de-Mars dominé par la tour Eiffel. Les immeubles sont souvent cossus et la population très aisée.
Le revenu des ménages y est le plus élevé de France selon l'Insee en 2023, avec un seuil du 9e décile (seuil d’entrée parmi les 10 % les plus aisés) à 137 000 € par an pour une personne seule et jusqu'à 264 500 € dans le quartier du Gros-Caillou.
Le prix au mètre carré est en 2023 le 2e plus cher de la capitale après le 6e arrondissement, avec un prix médian au mètre carré de 15 850 €.
Parmi les résidents de l'arrondissement, on trouve les milliardaires Bernard Arnault et François Pinault.

## Équipements

### Culture
Plusieurs musées importants sont dans l’arrondissement, tels le musée d'Orsay, le musée du quai Branly, le musée Rodin, le musée de l'Armée et le musée Maillol.
Le seul cinéma de l'arrondissement est « La Pagode », rue de Babylone, à l'architecture et au jardin pittoresques.
Le centre d'art contemporain Fluctuart est situé sur la promenade Gisèle-Halimi, dans le quartier du Gros-Caillou.

### Religion
- Les églises catholiques y sont : Sainte-Clotilde, Saint-François-Xavier, Saint-Thomas-d'Aquin, Saint-Pierre-du-Gros-Caillou et Saint-Louis-des-Invalides à l'hôtel des Invalides.
- Les églises protestantes sont également présentes. Luthériens : Église protestante Saint-Jean de Paris ; réformés : temple protestant de Pentemont ; baptistes : église évangélique baptiste de Paris.
- Ainsi que la cathédrale orthodoxe russe de la Sainte-Trinité.

### Enseignement

#### Enseignement public
- Les principales écoles primaires se trouvent rue Éblé, avenue Duquesne, rue Chomel, rue Vaneau, rue du Général-Camou, avenue de la Motte-Picquet et rue Las-Cases.
- Il y a deux collèges publics : le collège Victor-Duruy, boulevard des Invalides, et le collège Jules-Romains, rue Cler.
- Il n'y a qu'un seul lycée public, le lycée Victor-Duruy.
- Il y a un lycée professionnel public, le lycée professionnel Gustave-Eiffel, situé au 1, rue du Général-Camou.
- L'Institut d'études politiques de Paris (Sciences Po Paris) siège rue Saint-Guillaume, en face de l'Institut de droit comparé.
- Lycée italien Leonardo-da-Vinci (école du gouvernement italien)

#### Enseignement privé
En ce qui concerne les  établissements privés préparant au baccalauréat, l'arrondissement compte :
- à partir de la maternelle, l'ensemble scolaire Sainte-Jeanne-Élisabeth (avenue Duquesne et rue Maurice-de-La-Sizeranne) et l'établissement La Rochefoucauld (rue Saint-Dominique) ; le collège Stanislas (rue Notre-Dame-des-Champs,6e arrondissement), dans la même configuration, à laquelle s'ajoutent des classes préparatoires, attire en outre de nombreux élèves du quartier[réf. nécessaire] ;
- à partir de l'école élémentaire, l'institut de l'Alma (avenue Bosquet) ;
- à partir du collège, les établissements Paul Claudel-d'Hulst (rue de Grenelle et rue de Varenne), Thérèse-Chappuis (rue Vaneau) et le Cours Fides (avenue de la Bourdonnais mais également présent dans d'autres arrondissements, hors contrat) ;
- à partir du lycée, Albert-de-Mun (rue d'Olivet), qui propose également des formations de l'enseignement supérieur, et Saint-Thomas-d'Aquin (rue de Grenelle).

### Équipement commercial
- Le marché de Breteuil, avenue de Saxe, se tient tous les jeudis et samedis en plein air.

### Arts
- Musée Rodin
- Musée du Quai Branly
- Musée d'Orsay
- Musée Maillol
- Musée de l'Armée

### Sports
- Entente sportive des petits anges, cette école de football de la rue Cler évolue près de la tour Eiffel, dans le 15e arrondissement de Paris[5].

## Habitat
La loi relative à la solidarité et au renouvellement urbains imposant un seuil minimal de logements sociaux pour les villes (Paris compte 14 % de logements sociaux), l'ancien hôpital Laennec, situé rue de Sèvres, a été en partie démoli pour laisser la place à des logements. Les bâtiments historiques comme la chapelle ont été conservés.
Pour accueillir les seniors, il y a trois maisons de retraite médicalisées dans le 7e arrondissement de Paris. Toutes sont privées mais deux sont à but non lucratif. On trouve par ailleurs trois foyers logements administrés par la ville de Paris, et un EHPA (établissement d'hébergement des personnes âgées) privé à but non lucratif.

## Politique
Les personnalités exerçant une fonction élective dont le mandat est en cours et en lien direct avec le territoire du 7e arrondissement de Paris sont les suivantes :
| Élection     | Territoire                                                        | Titre             | Nom             | Tendance politique | - | Début de mandat | Fin de mandat |
| ------------ | ----------------------------------------------------------------- | ----------------- | --------------- | ------------------ | - | --------------- | ------------- |
| Municipales  | 7e arrondissement de Paris                                        | Maire du 7e arrdt | Rachida Dati    | LR                 |   | 29 mars 2008    | mars 2026     |
| Municipales  | Ville de Paris (4 conseillers de Paris dans le 7e arrondissement) | Maire de Paris    | Anne Hidalgo    | PS                 |   | 5 avril 2014    | mars 2026     |
| Législatives | 2e circonscription - 7e nord                                      | Député            | Jean Laussucq   | RE                 |   | 18 juillet 2024 | 2029          |
| Législatives | 12e circonscription - 7e sud                                      | Députée           | Olivia Grégoire | RE                 |   | 18 juillet 2024 | 2029          |

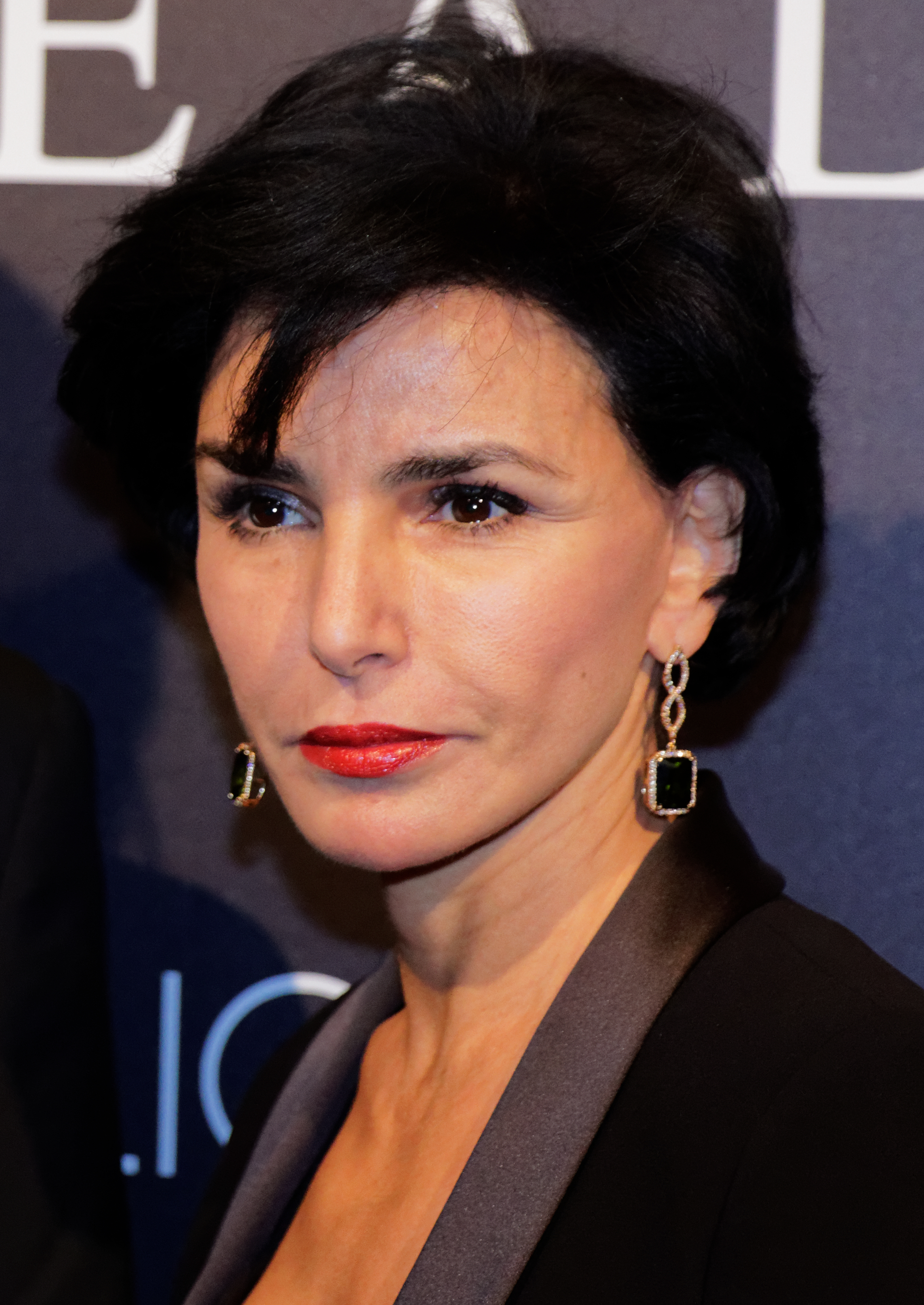
Maire (DVD) du 7e arrt : Rachida Dati.
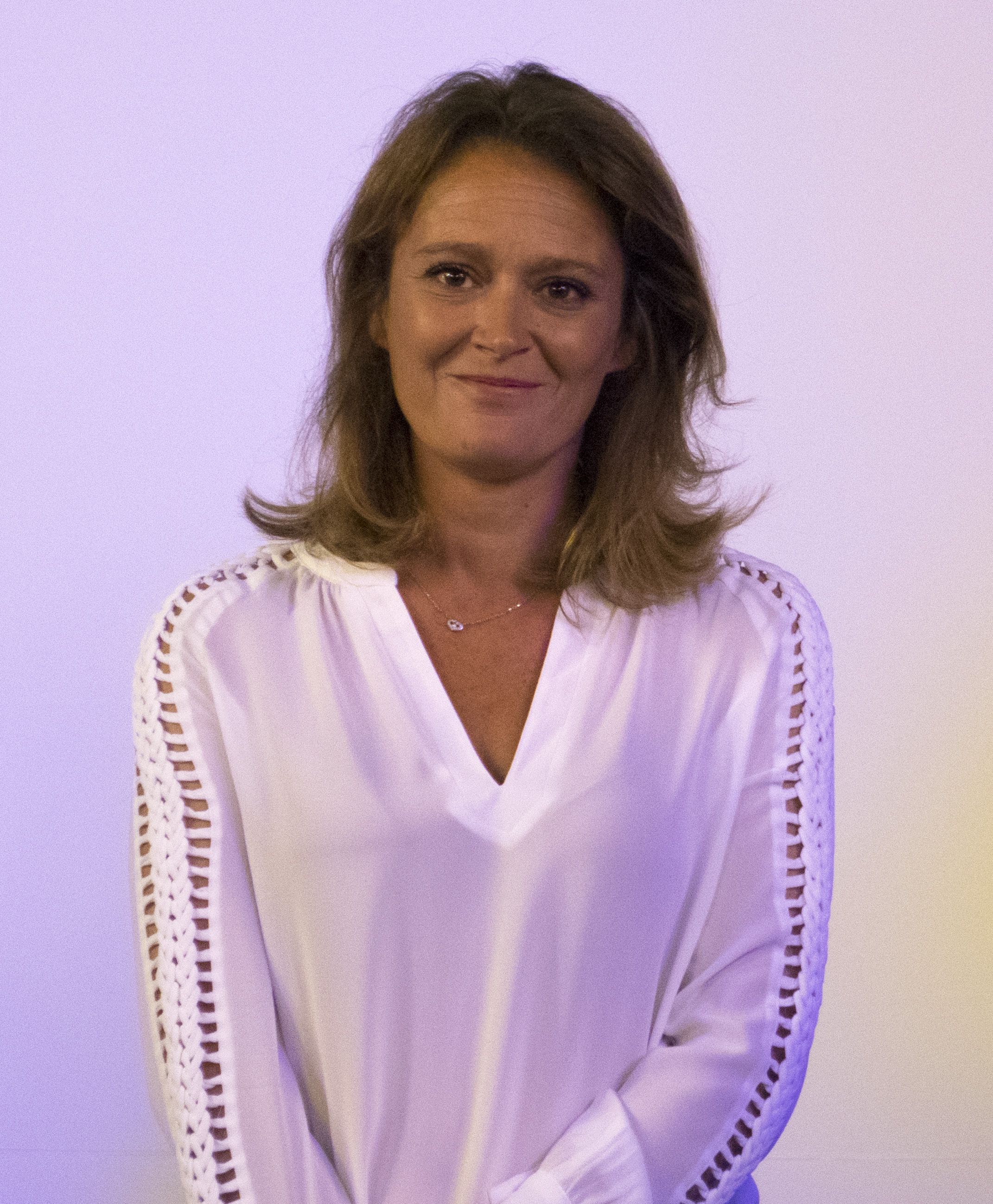
Députée (RE) de la 12e circonscription : Olivia Grégoire.

### Maire et conseil d'arrondissement
| Élection | Identité                       | Parti | Notes |
| -------- | ------------------------------ | ----- | --- |
| 1860     | Raymond de Villeneuve-Bargemon |       | |
| 1870     | Frédéric Arnaud                |       | |
| 1870     | Joseph-Ernest Ribeaucourt      |       | |
| 1878     | Pierre-Henri Gaildraud         |       | |
| 1881     | Charles Adolphe Wurtz          |       | |
| 1882     | Charles Risler                 |       | |
| 1919     | Léon-Alfred Blottières         |       | |
| 1941     | Armand-Jean Imbert             |       | |
| 1944     | Charles Avignon                |       | |
| 1946     | Louis Gabreau                  |       | |
| 1962     | Marcel Hulin                   |       | |
| 1966     | Jean Pelissier                 |       | |
| 1977     | André Favereau                 |       | |
| 1977     | Andrée Walferdin               |       | |
| 1983     | Édouard Frédéric-Dupont        | CNI   | Élu en 1983 et 1989.                                                                                                |
| 1995     | Martine Aurillac               | RPR   | Élue en 1995 à la mort de son prédécesseur et confirmée lors du scrutin suivant et en 2001. Démissionnaire en 2002. |
| 2002     | Michel Dumont                  | UMP   | Élu en 2002 en remplacement de Martine Aurillac.                                                                    |
| 2008     | Rachida Dati                   | LR    | Élue en 2008, 2014 et 2020.                                                                                         |

Édouard Frédéric-Dupont a été la figure emblématique de l'arrondissement pendant plus d'un demi-siècle, non seulement en tant que député mais surtout en tant que représentant du 7e arrondissement au Conseil de Paris et maire de 1983 jusqu'à sa mort en février 1995.
Martine Aurillac (RPR), sa première adjointe, lui a succédé au poste de maire en 1995 avant de laisser la place à Michel Dumont en juin 2002, à la suite de sa réélection de députée (UMP) dans la troisième circonscription de Paris.
Lors des élections municipales de mars 2008, la ministre de la Justice, Rachida Dati, est la tête de liste UMP dans l'arrondissement. Elle  manque de peu son élection au premier tour, obtenant 49,5 % des suffrages contre 22,71 % à la candidate socialiste Laurence Girard et 15,69 % à Véronique Delvolvé-Rosset (MoDem). Elle est élue au second tour avec 57,69 % des suffrages exprimés (9 934 voix) contre 27,18 % à Laurence Girard (4 680 voix) et 15,14 % à Véronique Delvové-Rosset (2 607 voix).

### Conseillers de Paris du7earrondissement
Les quatre conseillers de Paris au titre du 7e arrondissement sont Rachida Dati, René-François Bernard (Groupe UDI-Modem), Emmanuelle Dauvergne et Jean Laussucq.

### Représentation politique
(août 2025).
| Secteur       | Arrondissement | Conseillers de Paris | Conseillers de Paris | Conseillers de Paris | Conseillers d'arrondissement | Conseillers d'arrondissement | Conseillers d'arrondissement | Nombre d'élus par arrondissement | Nombre d'élus par arrondissement | Nombre d'élus par arrondissement | Habitants par conseiller de Paris | Habitants par conseiller de Paris |
| Secteur       | Arrondissement | de 1983 à 2014       | de 2014 à 2020       | depuis 2020          | avant 2014                   | de 2014 à 2020               | depuis 2020                  | avant 2014                       | de 2014 à 2020                   | depuis 2020                      | en 2015,                          | en 2021,                          |
| ------------- | -------------- | -------------------- | -------------------- | -------------------- | ---------------------------- | ---------------------------- | ---------------------------- | -------------------------------- | -------------------------------- | -------------------------------- | --------------------------------- | --------------------------------- |
| Paris Centre  | 1er            | 3                    | 1                    | 8                    | 10                           | 10                           | 16                           | 13                               | 11                               | 24                               | 16 545                            | 12 269                            |
| Paris Centre  | 2e             | 3                    | 2                    | 8                    | 10                           | 10                           | 16                           | 13                               | 12                               | 24                               | 10 398                            | 12 269                            |
| Paris Centre  | 3e             | 3                    | 3                    | 8                    | 10                           | 10                           | 16                           | 13                               | 13                               | 24                               | 11 683                            | 12 269                            |
| Paris Centre  | 4e             | 3                    | 2                    | 8                    | 10                           | 10                           | 16                           | 13                               | 12                               | 24                               | 13 573                            | 12 269                            |
| 5e            | 5e             | 4                    | 4                    | 4                    | 10                           | 10                           | 10                           | 14                               | 14                               | 14                               | 14 833                            | 14 210                            |
| 6e            | 6e             | 3                    | 3                    | 3                    | 10                           | 10                           | 10                           | 13                               | 13                               | 13                               | 14 143                            | 13 403                            |
| 7e            | 7e             | 5                    | 4                    | 4                    | 10                           | 10                           | 10                           | 15                               | 14                               | 14                               | 13 533                            | 11 987                            |
| 8e            | 8e             | 3                    | 3                    | 3                    | 10                           | 10                           | 10                           | 13                               | 13                               | 13                               | 12 231                            | 11 708                            |
| 9e            | 9e             | 4                    | 4                    | 4                    | 10                           | 10                           | 10                           | 14                               | 14                               | 14                               | 14 852                            | 14 738                            |
| 10e           | 10e            | 6                    | 7                    | 7                    | 12                           | 14                           | 14                           | 18                               | 21                               | 21                               | 13 110                            | 11 935                            |
| 11e           | 11e            | 11                   | 11                   | 11                   | 22                           | 22                           | 22                           | 33                               | 33                               | 33                               | 13 621                            | 12 962                            |
| 12e           | 12e            | 10                   | 10                   | 10                   | 20                           | 20                           | 20                           | 30                               | 30                               | 30                               | 14 234                            | 14 095                            |
| 13e           | 13e            | 13                   | 13                   | 13                   | 26                           | 26                           | 26                           | 39                               | 39                               | 39                               | 14 094                            | 13 719                            |
| 14e           | 14e            | 10                   | 10                   | 10                   | 20                           | 20                           | 20                           | 30                               | 30                               | 30                               | 13 999                            | 13 637                            |
| 15e           | 15e            | 17                   | 18                   | 18                   | 34                           | 36                           | 36                           | 51                               | 54                               | 54                               | 13 055                            | 12 653                            |
| 16e           | 16e            | 13                   | 13                   | 13                   | 26                           | 26                           | 26                           | 39                               | 39                               | 39                               | 12 730                            | 12 466                            |
| 17e           | 17e            | 13                   | 12                   | 12                   | 26                           | 24                           | 24                           | 39                               | 36                               | 36                               | 14 044                            | 13 701                            |
| 18e           | 18e            | 14                   | 15                   | 15                   | 28                           | 30                           | 30                           | 42                               | 45                               | 45                               | 13 172                            | 12 563                            |
| 19e           | 19e            | 12                   | 14                   | 14                   | 24                           | 28                           | 28                           | 36                               | 42                               | 42                               | 13 261                            | 12 973                            |
| 20e           | 20e            | 13                   | 14                   | 14                   | 26                           | 28                           | 28                           | 39                               | 42                               | 42                               | 13 968                            | 13 558                            |
| Nombre d'élus | Nombre d'élus  | 163                  | 163                  | 163                  | 354                          | 364                          | 340                          | 517                              | 527                              | 503                              | 13 537                            | 13 087                            |

- Sous-représentation supérieure de 5 % à la moyenne.
- Sur-représentation supérieure de 5 % à la moyenne.

### Élus nationaux du7earrondissement
Édouard Frédéric-Dupont a été élu député du 7e arrondissement en 1936 puis a ensuite, à l'exception de quelques brèves périodes, constamment été réélu de la Libération jusqu'en 1993.
Aux élections législatives de mars 1993 dans la troisième circonscription de Paris, qui comprend la totalité du 7e et la moitié nord du 6e, Michel Roussin (RPR) fut élu dès le premier tour succédant à Édouard Frédéric-Dupont.
Nommé alors ministre de la Coopération dans le gouvernement d'Édouard Balladur, Michel Roussin fut remplacé par sa suppléante, Madame Martine Aurillac. Celle-ci est élue, comme candidate titulaire, aux élections législatives anticipées de 1997 et aux élections générales de 2002. Lors des élections législatives de juin 2007, Martine Aurillac (UMP) est élue dès le premier tour avec 59 % des voix.
Lors des élections législatives de juin 2012, à la suite du redécoupage électoral, les quartiers du Gros-Caillou, des Invalides et de Saint-Thomas-d'Aquin sont intégrés dans la deuxième circonscription de Paris avec la totalité du 5e arrondissement et avec une partie du 6e arrondissement. Lors du premier tour, pour l'ensemble de la circonscription, François Fillon (UMP) y obtient 48,62 % des suffrages et se retrouve au 2e tour opposé au candidat socialiste Axel Kahn. Au niveau du 7e arrondissement (pour les quartiers du Gros-Caillou, des Invalides et de Saint-Thomas-d'Aquin), François Fillon y obtient 65,60 % des voix contre 20,44 % à son opposant principal. Au second tour, François Fillon y obtient 74,66 % des voix (et 56 % au niveau de la circonscription).
Le quartier de l'École-Militaire est pour sa part intégré dans la douzième circonscription de Paris avec les quartiers Necker, Grenelle et une partie du quartier Saint-Lambert (15e arrondissement) où Philippe Goujon (UMP) obtient 49,87 % des suffrages lors du premier tour et 72,94 % au second tour (pour le seul quartier de l'école militaire).
De septembre 2004 à la fin de son mandat en 2017, Yves Pozzo di Borgo, sénateur UDI, est le seul sénateur de Paris élu du 7e.

### Élections
Aux élections législatives comme aux élections municipales, l'ensemble des candidats de droite obtiennent généralement entre 60 et 80 % des voix (83 % dès le premier tour des municipales en 1983).
Depuis la mort d'Édouard Frédéric-Dupont en 1995, il y a généralement systématiquement une liste dissidente de droite ou du centre qui se présente face à la liste présentée par le RPR puis l'UMP. En 1997, Jean-Philippe Hubin s'est présenté sous la bannière du MPF puis a figuré aux élections européennes de 1999 sur la liste UDF de François Bayrou. Lors des élections municipales de  2001, Jean-Philippe Hubin était tête de liste tibériste et sa présence au second tour face à la liste conduite par Martine Aurillac, sans empêcher la victoire de cette dernière, a néanmoins contribué à l'élection pour la première fois d'un conseiller socialiste de Paris au titre du 7e arrondissement.
Lors du référendum relatif au Traité portant Constitution pour l'Europe, le « oui » est arrivé en tête dans le 7e (80,5 %).
Lors du premier tour de l'élection présidentielle de 2007, Nicolas Sarkozy arriva largement en tête des candidats avec 55,98 % des voix devant François Bayrou (20,35 %), Ségolène Royal (15,35 %) et Jean-Marie Le Pen (4,37 %). Au second tour, Nicolas Sarkozy obtint 74,75 % des voix contre 25,25 % à son adversaire socialiste.
| Scrutin             | Scrutin             | 1er tour | 1er tour | 1er tour | 1er tour | 1er tour  | 1er tour | 1er tour | 1er tour | 1er tour | 1er tour | 1er tour | 1er tour | 2d tour | 2d tour | 2d tour | 2d tour | 2d tour | 2d tour |
| Scrutin             | Scrutin             | 1er      | 1er      | %        | 2e       | 2e        | %        | 3e       | 3e       | %        | 4e       | 4e       | %        | 1er     | 1er     | %       | 2e      | 2e      | %       |
| ------------------- | ------------------- | -------- | -------- | -------- | -------- | --------- | -------- | -------- | -------- | -------- | -------- | -------- | -------- | ------- | ------- | ------- | ------- | ------- | ------- |
| Présidentielle 2017 | Présidentielle 2017 |          | LR       | 52,70    |          | EM        | 31,60    |          | LFI      | 5,58     |          | PS       | 3,84     |         | EM      | 88,07   |         | FN      | 11,93   |
| Présidentielle 2022 | Présidentielle 2022 |          | LREM     | 48,47    |          | REC       | 13,92    |          | LR       | 13,53    |          | LFI      | 9,73     |         | LREM    | 83,21   |         | RN      | 16,79   |
| Législatives 2022   | 2e                  |          | Ren-Ens  | 40,01    |          | LR        | 27,28    |          | PS-Nupes | 13,29    |          | REC      | 8,69     |         | Ren     | 79,23   |         | PS      | 20,77   |
| Législatives 2024   | 2e                  |          | Ren-Ens  | 33,77    |          | Ren diss. | 19,18    |          | PS-NFP   | 17,65    |          | RN       | 13,65    |         | Ren     | 75,11   |         | PS      | 24,89   |

## Démographie
En 2016, l'Insee dénombre une population en baisse constante depuis les années 1920 dans le 7e arrondissement, qui s'établit à 53 415 habitants sur 409 hectares, soit une densité moyenne de 13 060 habitants par kilomètre carré.
| Année (recensement national) | Population | Densité (hab./km2) |
| ---------------------------- | ---------- | ------------------ |
| 1861                         | 72 965     |                    |
| 1866                         | 75 438     |                    |
| 1872                         | 78 553     | 19 206             |
| 1926 (pic de population)     | 110 684    | 27 075             |
| 1954                         | 104 412    | 25 529             |
| 1962                         | 99 584     | 24 360             |
| 1968                         | 87 811     | 21 480             |
| 1975                         | 74 250     | 18 163             |
| 1982                         | 67 461     | 16 502             |
| 1990                         | 62 939     | 15 396             |
| 1999                         | 56 985     | 13 940             |
| 2006                         | 56 612     | 13 842             |
| 2011                         | 57 786     | 14 128             |
| 2017                         | 52 193     | 12 761             |

### Population par quartier

Les quartiers du 7e arrondissement.

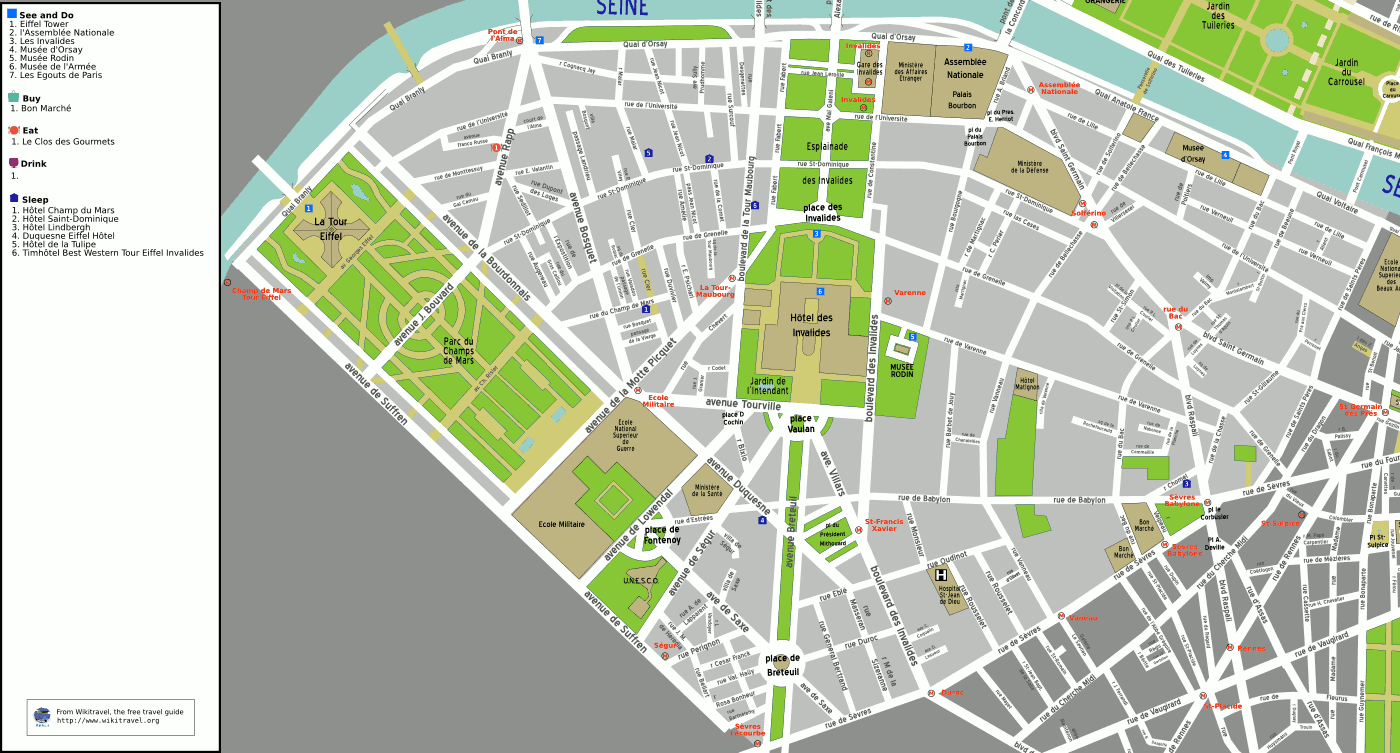
Plan du 7e arrondissement.

| Année | Population | Densité (hab./km2) | Croissance annuelle depuis le dernier recensement |
| ----- | ---------- | ------------------ | ------------------------------------------------- |
| 1861  | 27 452     |                    | création                                          |

| Année | Population | Densité (hab./km2) | Croissance annuelle depuis le dernier recensement |
| ----- | ---------- | ------------------ | ------------------------------------------------- |
| 1861  | 14 828     |                    | création                                          |

| Année | Population | Densité (hab./km2) | Croissance annuelle depuis le dernier recensement |
| ----- | ---------- | ------------------ | ------------------------------------------------- |
| 1861  | 11 436     |                    | création                                          |

| Année | Population | Densité (hab./km2) | Croissance annuelle depuis le dernier recensement |
| ----- | ---------- | ------------------ | ------------------------------------------------- |
| 1861  | 15 444     |                    | création                                          |
| 2014  |            |                    | création                                          |

## Économie

### Revenus de la population et fiscalité
En 2011, le revenu fiscal médian par ménage était de 50 080 €, ce qui place le 7e arrondissement au 2e rang parmi les 20 arrondissements de Paris.
Selon l'Observatoire des inégalités, le 7e arrondissement de Paris est l'une des communes abritant la population aux plus hauts revenus de France. Le 7e arrondissement de Paris se classe au 1er rang des communes de plus de 20 000 habitants en France où « les riches sont les plus riches » avec un niveau de vie annuel (revenus après impôts pour une personne seule) minimum des 10 % les plus riches de 137 020 euros en 2019.

## Principaux monuments
- Tour Eiffel
- Parc du Champ-de-Mars
- Hôtel des Invalides
- Assemblée nationale
- Hôtel Matignon
- Hôtel de Vogüé
- Ministère des Affaires étrangères
- Ministère des Armées
- Ministère de l'Éducation nationale
- Ministère du Travail
- Ministère des Transports
- Ministère de l'Agriculture
- Ministère de la Santé
- Ministère de l'Outre-mer

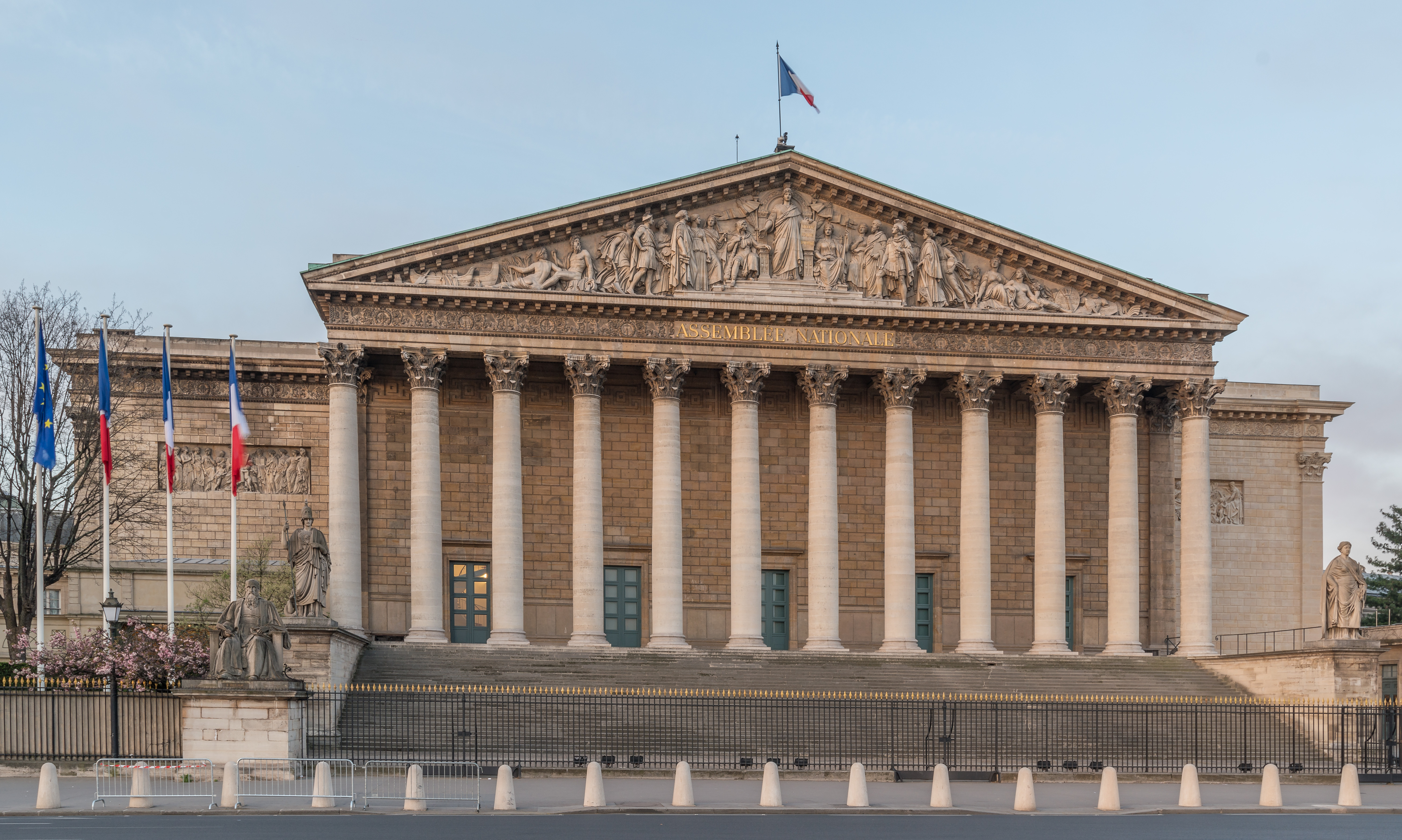
Le palais Bourbon abrite l’Assemblée nationale française.

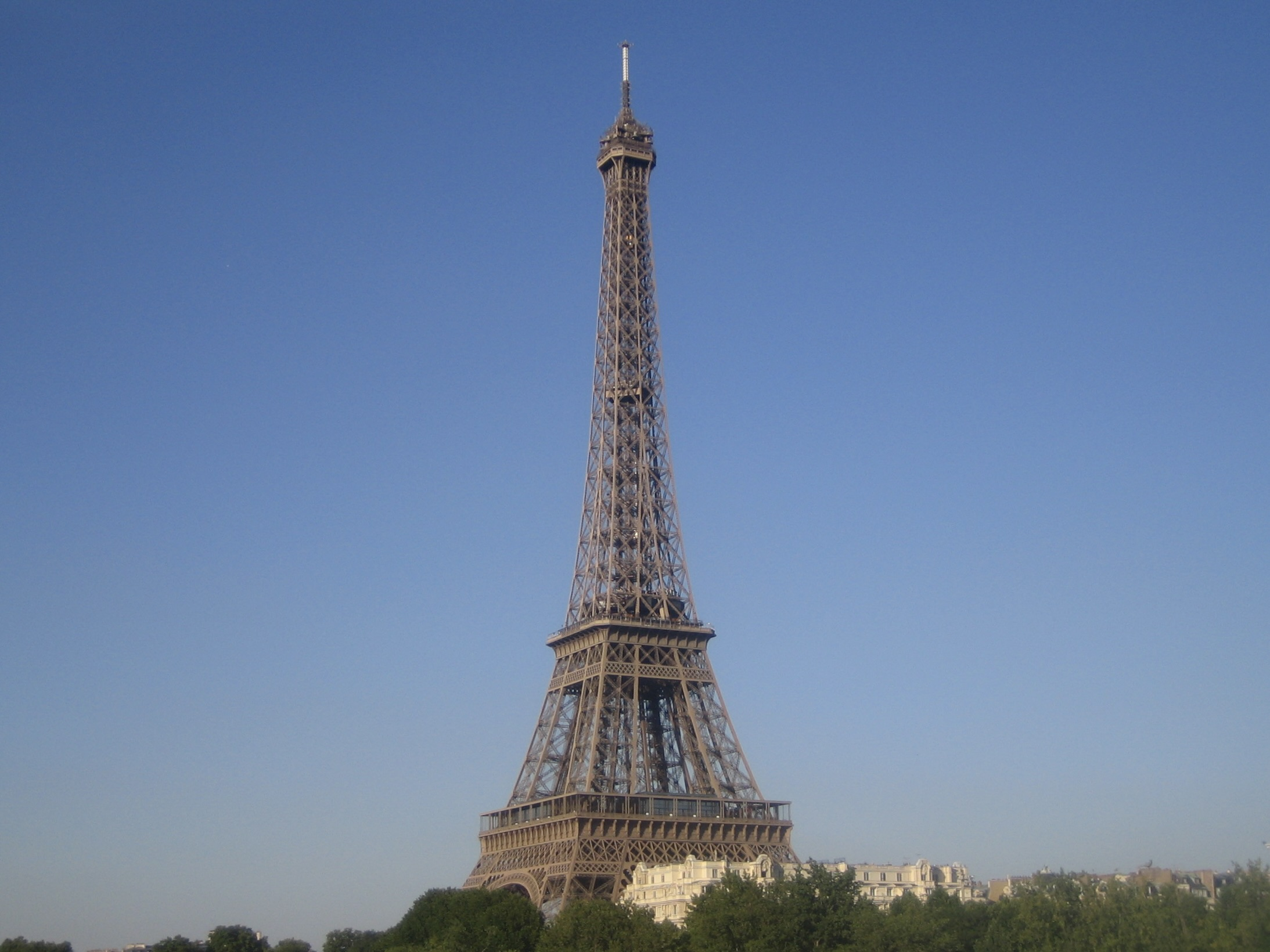
La tour Eiffel.

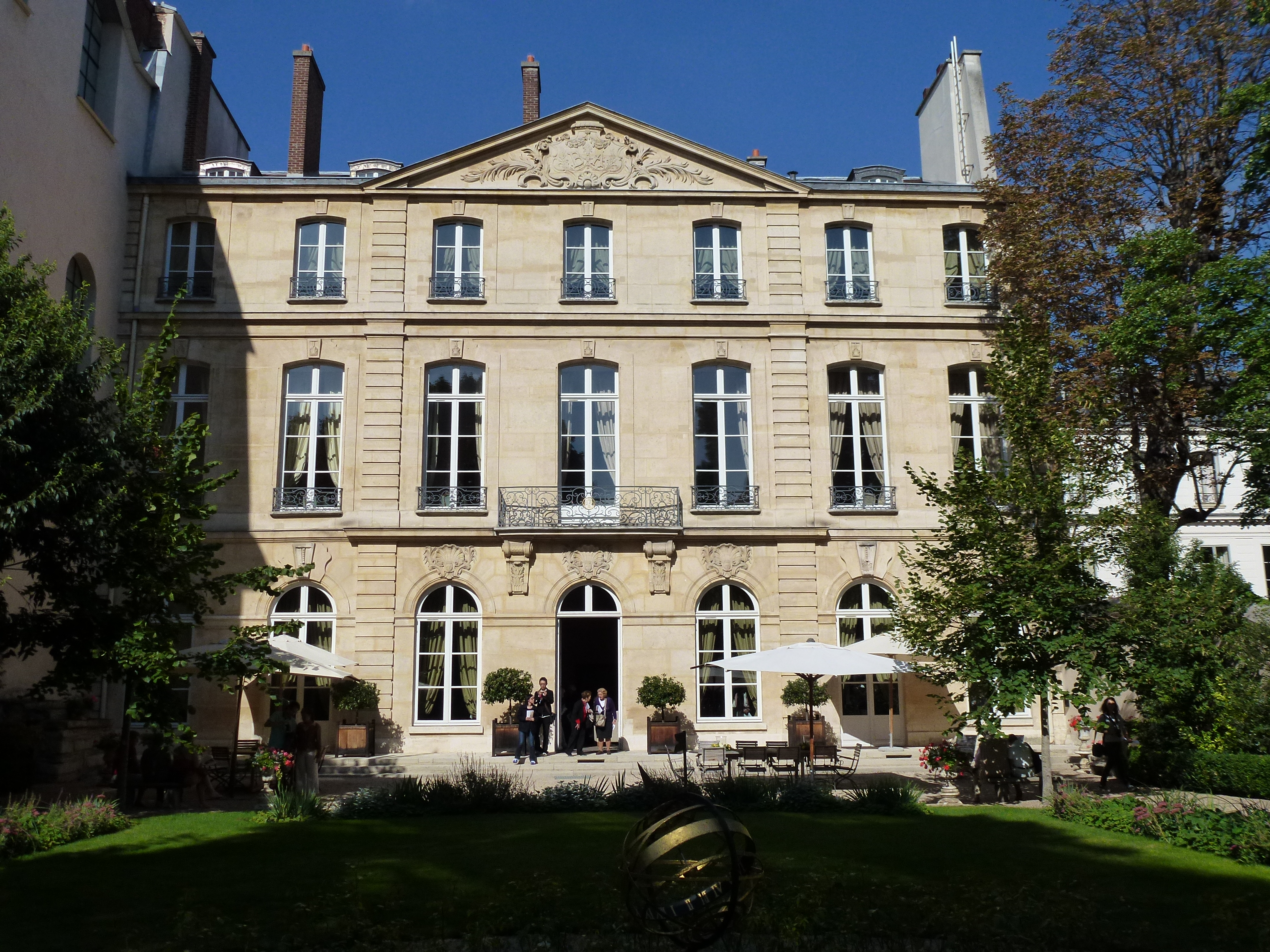
La résidence de l'ambassadeur des Pays-Bas en France.

- Ex-siège du Parti socialiste, rue de Solférino (1981-2018)
- Musée d'Orsay
- Musée du quai Branly arts et civilisations d'Afrique, d'Asie, d'Océanie et des Amériques
- Musée Rodin, à l'hôtel de Biron
- Fondation nationale des sciences politiques Sciences Po
- Lycée Victor-Duruy
- La Maison de Verre de Pierre Chareau
- Ambassade du Chili en France
- Ambassade des Pays-Bas en France et l'hôtel d'Avaray, résidence de l'ambassadeur.
- Ambassade de Finlande en France
- Ambassade de Suède en France
- Ambassade de Suisse en France
- Ambassade de Tunisie en France
- Ambassade de Pologne en France
- Ambassade de Roumanie en France
- Ambassade de Corée du Sud en France

## Principales artères
- Boulevard Saint-Germain
- Boulevard Raspail, avec les allées Christian-Pineau, Charlotte-Perriand et Claude-Montal aménagées en rambla
- Boulevard des Invalides
- Boulevard de la Tour-Maubourg
- Avenue de Breteuil et place de Breteuil
- Avenue Rapp
- Avenue Bosquet
- Avenue Charles-Floquet
- Avenue de La Bourdonnais
- Avenue de La Motte-Picquet
- Avenue de Saxe
- Avenue de Ségur
- Avenue de Suffren
- Esplanade David-Ben-Gourion
- Esplanade Habib-Bourguiba
- Quai Jacques-Chirac
- Quai Voltaire
- Quai d'Orsay
- Quai Anatole-France
- Place de Fontenoy, siège de l'UNESCO
- Promenade Édouard-Glissant
- Promenade Gisèle-Halimi
- Promenade Marie-de-Roumanie
- Rue de Grenelle
- Rue Saint-Guillaume
- Rue du Bac
- Rue de Bourgogne
- Rue de Babylone
- Rue de Bellechasse
- Rue du Champ-de-Mars (Paris)
- Rue Las-Cases
- Rue de Lille
- Rue Pierre-Leroux
- Rue Oudinot
- Rue Saint-Dominique
- Rue de Sèvres
- Rue de Solférino
- Rue de l'Université
- Rue Vaneau
- Rue de Varenne
- Rue de l'Exposition

## Quartiers administratifs
- Quartier Saint-Thomas-d'Aquin (25e quartier de Paris)

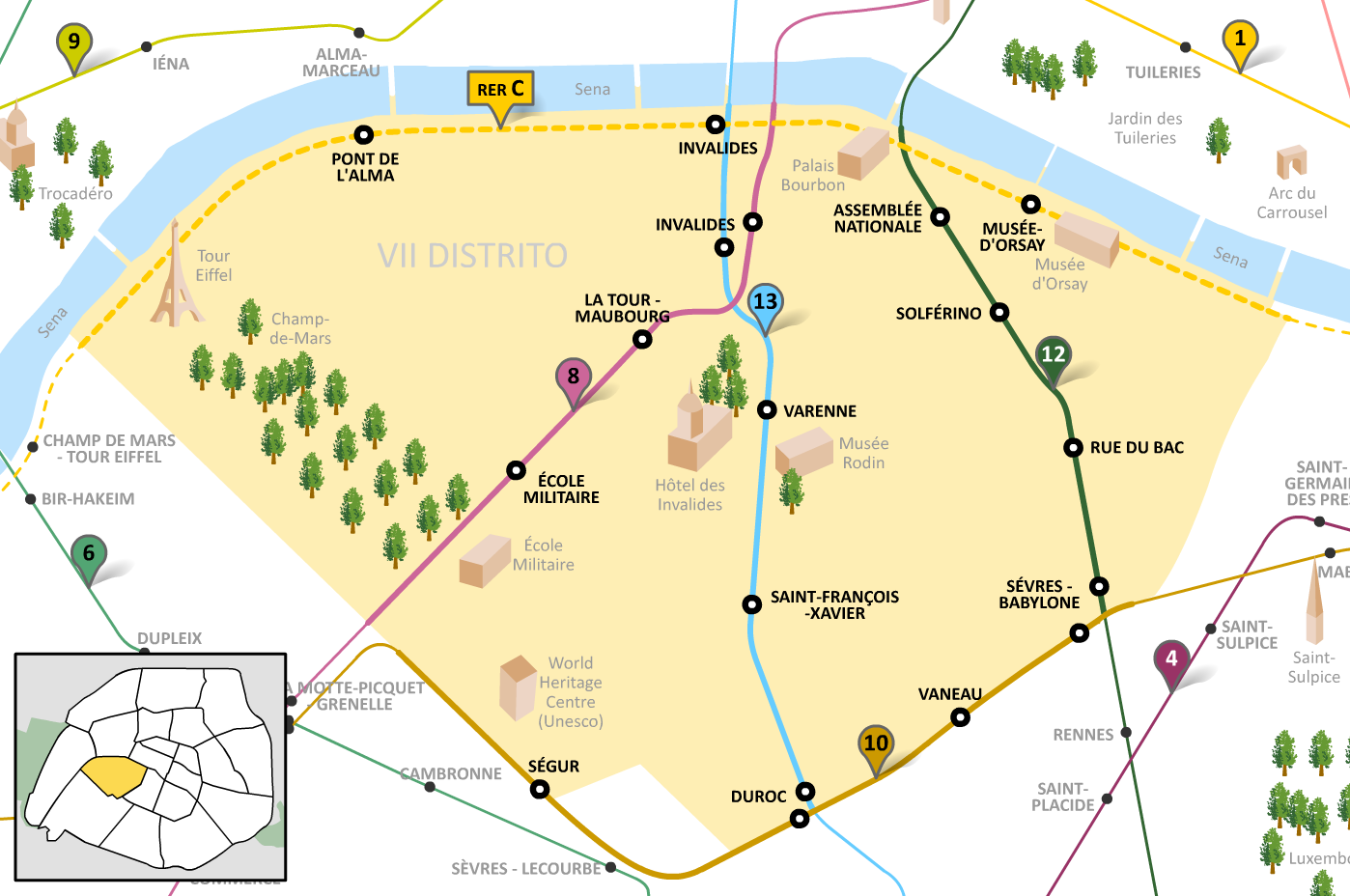
Plan du métro et RER du 7e arrondissement.

- Quartier des Invalides (26e quartier de Paris)
- Quartier de l'École-Militaire (27e quartier de Paris)
- Quartier du Gros-Caillou (28e quartier de Paris)

## Transports en commun
- (École Militaire, La Tour-Maubourg et Invalides).
- (Ségur, Duroc, Vaneau et Sèvres - Babylone).
- (Assemblée nationale, Solférino, Rue du Bac et Sèvres - Babylone).
- (Invalides, Varenne, Saint-François-Xavier et Duroc).
- (Champ de Mars - Tour Eiffel, Pont de l'Alma, Invalides et Musée d'Orsay).